# Bill Shankly
William "Bill" Shankly, OBE (2 september, 1913 – 29 september, 1981) var en av Storbritanniens mest framgångsrika och respekterade fotbollstränare. Mellan 1959 och 1974 var Shankly tränare för Liverpool FC och vann bland annat ligan tre gånger. Under sin aktiva karriär som spelare spelade han bland annat drygt 300 matcher för Preston North End mellan 1933 och 1949 samt 5 landskamper för det skotska landslaget i slutet av 1930-talet.

## Bakgrund
Shankly föddes i den lilla gruvbyn Glenbuck i East Ayrshire i Skottland och var näst yngsta barnet i familjens 10 syskon stora syskonskara. Han var en av fem bröder som någon gång skulle spela professionell fotboll. Hans bror Bob var även en framgångsrik tränare och vann Skotska ligan med Dundee FC 1962. Hans tuffa uppväxt var grunden till hans socialistiska livsåskådning och han kunde senare i livet skämta om att han inte tagit ett bad förrän han var 15 år gammal och att fattigdomen medförde en bra humor.
Fotboll var ett sätt att komma bort från gruvorna - både som avslappning en lördag eftermiddag eller under träningarna i veckan, eller som professionell karriär. Alla fem Shankly-bröderna spelade i fotbollslaget Glenbuck Cherrypickers som var känt för att ha lyckats producera 49 professionella fotbollsspelare på 50 år trots att Glenbuck inte hade fler än ca 1 000 invånare. Bill Shankly tog dock aldrig en plats i startelvan.

## Spelarkarriär
Bill Shanklys spelarkarriär startade i Cronberry Eglinton och Glenbuck Cherrypickers i skotska juniorligan. Han blev upptäckt av en talangscout i juli 1932 och skrev kontrakt med Carlisle United. Han gjorde debut mot Rochdale den 31 december 1932 men kom att göra endast 16 matcher för Carlisle innan han blev såld till Preston North End för 500 pund.
Shankly var en av de viktigaste spelarna när Preston blev uppflyttade till högsta ligan 1934. Han deltog i FA-cupfinalen två gånger när Carlisle tog sig till final två år i rad. 1937 förlorade man mot Sunderland men året efter vann man mot Huddersfield Town.
Shankly hann med att göra fem landskamper för Skottland innan fotbollskarriären stannades upp av andra världskriget 1939. Han debuterade i landslaget i en 1-0-seger mot England i april 1938.
Under kriget spelade han för flera olika lag, bland annat Northampton Town, Liverpool, Arsenal, Cardiff City, Bolton Wanderers, Luton Town och Partick Thistle. Dessutom var han med och vann 1941 års upplaga av Wartime Cup på Wembley Stadium med sitt Preston. Efter kriget startade de professionella fotbollsligorna igen till säsongen 1946 - 1947 men Bill var vid det här laget 33 år och nära slutet av sin spelarkarriär.

## Tränarkarriär
Shankly avslutade sin spelarkarriär i mars 1949 och anställdes som tränare för Carlisle United samma månad. Därmed startade han sin tränarkarriär i samma klubb som hans professionella spelarkarriär hade startat. Han lyckades dock inte särskilt bra i Carlisle och klagade på att ledningen inte satsat tillräckligt med pengar när han avgick som klubbens tränare. Något som skulle upprepa sig de kommande tio åren i en mängd fotbollsklubbar från norra England.
Efter att ha blivit förbisedd efter en arbetsintervju med Liverpool blev Shankly tränare för Grimsby Town 1951. Därefter följde tränarjobb för Workington 1953 innan han kom till Huddersfield Town 1956. I Huddersfield skrev han kontrakt med en 15-årig talang vid namn Denis Law som senare kom att göra 55 landskamper och 30 landslagsmål för Skottland. Efter att Law tagit en plats i A-laget som 16-åring föreslog Shankly att styrelsen skulle förlänga spelarens kontrakt och ge honom en löneförhöjning men styrelsen vägrade då de inte såg någon anledning att förbättra kontraktet för en spelare som redan stod under kontrakt. 1956 var styrelsen villig att acceptera ett bud på 45 000 pund från Everton för Law. Styrelsen accepterade inte budet och fyra år senare sålde Huddersfield Law till Manchester City för 55 000 pund vilket var nytt brittiskt rekord för en spelarövergång.
Shankly verkade benägen att falla i onåd med styrelsen i varje klubb han tränade eftersom han tyckte att de aldrig var villiga att satsa lika mycket i klubben som han var. Det var Shanklys engagemang och entusiasm som fått Liverpools VD T.V. Williams att intressera sig för Shankly när posten som Liverpools tränare var vakant 1951. Liverpool ansåg dock att han inte hade tillräckligt med erfarenhet och att han inte var ett tillräckligt aktat namn för klubben.

### Liverpool
Shankly tillträdde som tränare för Liverpool i december 1959. Han är ihågkommen av många Liverpoolsupportrar som deras bästa tränare någonsin. Meritlistan under hans tid i Liverpool bleknar visserligen om man jämför med några av hans efterträdare (däribland mannen som kom att efterträda honom när han själv slutade, Bob Paisley).
När Shankly tillträdde tillhörde Liverpool botten av division två. Man hade en fallfärdig stadion, dåliga träningsfaciliteter och spelartruppen var stor men saknade kvalitet. Kvaliteten fanns istället bland tränarstaben med Joe Fagan, Reuben Bennett och Bob Paisley som precis avslutat sin spelarkarriär. Shankly försäkrade tidigt att dessa tre kunde vara säkra på sina jobb så länge han fanns i klubben då han ansåg att tränarstaben var nyckeln till framgång.
Träningsfaciliteterna i Melwood var undermåliga men Shankly vände detta till en fördel. Istället för att låta spelarna samlas på Melwood innan träningar bestämde han att man skulle samlas på hemmaarenan Anfield istället och därifrån bussas ut till Melwood. Detta gjorde att kamratskapet och lagsammanhållningen ökade. Shankly introducerade även flera stora nyheter i träningen. Han såg till att spelarna började träna mer fysträning och att de åt rätt. Han lät måla upp ett mål på en vägg där målet var indelat i åtta rutor som spelarna beordrades träffa i ordning. Han introducerade även "five-a-side"; träningsmatcher där man spelade på en liten plan med små mål och endast fem spelare per lag. Detta hjälpte spelarna att förstå hans syn på fotboll; "Pass and move" (ung. rörelse på både boll och spelare). Pass and move tog Shankly från gruvarbetarna hemma i Glenbuck som praktiserade det under sina matcher. Efter träningarna bussades spelarna tillbaka till Anfield för att duscha och äta ett gemensamt mål mat. Detta gjorde att Shankly kunde vara säker på att spelarna hade varvat ner på ett bra sätt så att skador motverkades. Ett mått på hur framgångsrikt detta var säsongen 1965 - 1966 då Liverpool vann ligan efter att bara ha använt fjorton spelare under hela säsongen. Två av de spelarna spelade dessutom bara en handfull matcher.

#### 1960-talets lag
Först sakta men säkert men senare allt snabbare vände Shankly och hans tränarstab Liverpools situation. Efter att ha värvat bland andra Ron Yeats, Ian St. John och Gordon Milne återvände Liverpoool till högsta ligan säsongen 1961 - 1962. Liverpool började se ut som ett riktigt bra fotbollslag och Shankly fortsatte att förbättra spelartruppen när han värvade Peter Thompson och försökte värva Jack Charlton. Första målet för Shanklys Liverpool blev att bryta Evertons dominans i staden. Detta lyckades man med säsongen 1963 - 1964 när man vann Liverpools sjätte ligatitel ett år efter att Everton tagit titeln.
Efter att ha vunnit klubbens första FA-cuptitel 1965 väntade semifinal i Europacupen. Man vann hemmamötet med italienska Inter men efter en katastrofal domarinsats förlorade man med 3-0 i bortamötet och var utslagna. Året efter åkte man ut mot holländska Ajax med totalt 7-3. I Ajax spelade en då 19 år ung Johan Cruyff. Även om Shankly nu bodde i Liverpool, styrde ett av stadens två fotbollslag och helt och fullt förstod Liverpoolbornas sätt att leva glömde han inte bort sina arbetarklassrötter. Han berättade för alla som ville höra på om hans lags sätt att spela fotboll överensstämde med socialismen. Om en spelare hade en dålig dag på fotbollsplanen förväntade sig Shankly att hans lagkamrater skulle täcka upp för honom på samma sätt som det fungerade bland grannarna och kollegorna i gruvbyn där hemma. 

#### 1970-talets lag
När spelarna i 1960-talets lag blev för gamla skapade Shankly ett "nytt" storlag. Hunt, St. John, Yeats och Lawrence försvann och in kom spelare som Kevin Keegan, Steve Heighway, Larry Lloyd och Ray Clemence. Efter att han misslyckats med att värva Lou Macari och denna istället skrivit på för Manchester United skickade Shankly runt en lapp till spelarna där han berättade att han bara ville haft Macari till reservlaget. Den första europeiska cupsegern kom 1973 när man vann UEFA-cupen och samtidigt tog sin åttonde ligatitel. 1974 återvände FA-cuppokalen till Liverpool efter att man pulveriserat Newcastle i finalen på Wembley Stadium. Man vann med 3-0 men siffrorna kunde lika gärna ha varit sex eller sju noll i en av tidernas mest ensidiga FA-cupfinaler. Det blev Shanklys sista titel eftersom han pensionerade sig efter säsongen.

### Relation till fansen

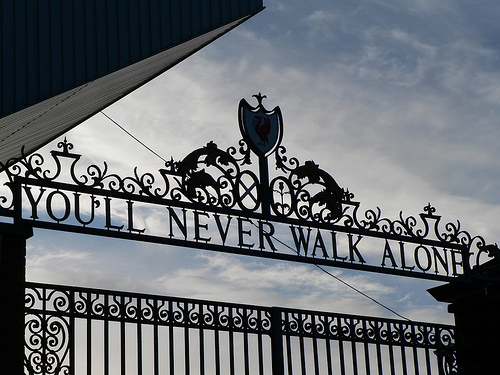
Shankly Gates, utanför ingången till Anfield

På grund av sin arbetarklassbakgrund kände Shankly stor samhörighet med den ganska fattiga befolkningen i Liverpool och han förstod hur supportrarna följde laget och hur de ville att laget skulle spela. När Liverpool inte spelade bra kände han att han svek fansen.
När han inte tog hand om fotbollslaget Liverpool tillbringade Shankly mycket tid framför skrivmaskinen. Han svarade personligen på de brev som kom till Melwood och det var inte ovanligt att han ringde upp supportrarna på deras hemtelefon för att diskutera föregående match. Antalet gånger Shankly ordnat biljetter åt fans är otaliga.
En av de starkaste bilderna av Shankly fångades på TV då en Liverpoolhalsduk som blivit slängd till Shankly föll till marken under ett ärevarv på Anfield. En polisman slängde halsduken åt sidan men blev då uppläxad av Shankly som yttrade de odödliga orden "Don't do that. This might be someone's life" (Gör inte så. Det där kan vara någons liv). Under ett besök i USA kunde Shankly inte förstå att den amerikanska befolkningen aldrig hört talas om Tom Finney.
Efter pensioneringen sa Shankly: "I was only in the game for the love of football - and I wanted to bring back happiness to the people of Liverpool." (Jag sysslade bara med fotboll för att jag älskar fotboll - och jag ville ge tillbaka glädje till Liverpoolborna.)
Journalisten John Keith som skrev "The Bill Shankly Tribute Story" har sagt att Shankly visste hur viktiga supportrarna var för ett framgångsrikt lag, även efter att han lagt av med fotbollen. Under UEFA-cupfinalen i Brygge 1976 kom en supporter fram till Shankly och sa att han inte hade någon biljett, så Shankly gick och köpte en åt honom.

## Pensionering och bortgång
60 år gammal, i juli 1974, bestämde sig Shankly för att gå i pension. Ett inte helt lätt beslut att fatta och han har sagt att berätta det för ordföranden var som att sättas i elektriska stolen. Han ville tillbringa tid med sin fru Ness och familjen. När nyheten att Shankly gått i pension kom fram fick det kraftiga reaktioner bland Liverpools supportrar, fabriksarbetare i staden hotade till och med att gå ut i strejk om inte deras hjälte kom tillbaka till klubben.
Klubben lämnades dock i säkra händer med Shanklys gamla tränarstab som fått tillökning av före detta spelarna Ronnie Moran och Roy Evans. Samtliga dessa slöt upp bakom den nya managern Bob Paisley. Senare har det kommit fram att Shankly egentligen ville ha Jack Charlton som efterträdare som Liverpools tränare och inte Bob Paisley.
I november samma år tilldelades Shankly Brittiska Imperieorden och han slutade inte dyka upp på Melwood till lagets träningar. Han bodde kvar i samma radhus som han och hans fru köpt när de först flyttat till Liverpool och han fortsatte att röra sig mycket runt om i staden och pratade fotboll med alla som ville. Till slut var hans fru tvungen att ta med honom till Manchester för att handla.
På morgonen den 26 september 1981 lades Bill Shankly in på sjukhus efter en hjärtinfarkt. Han insisterade på att behandlas på en vanlig avdelning och inte på en privat. En sjukhustalesman berättade för lokaltidningen Liverpool Echo att det var där han ville vara. Tillståndet för Shankly var stabilt och man trodde att han skulle återhämta sig bra, hans liv skulle inte vara i fara. Hans tillstånd försämrades dock på kvällen den 28 september och han dog klockan 01.20 den 29 september 1981 av sviter efter hjärtinfarkten. Shankly kremerades och begravdes den 2 oktober.

## Arv

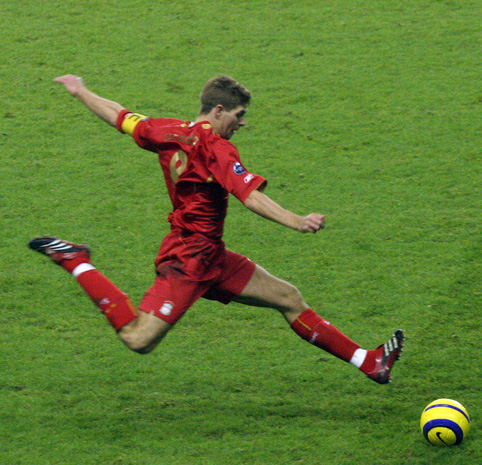
Steven Gerrard i Liverpools helröda matchställ

Labourpartiets konferens höll en tyst minut då Shanklys bortgång tillkännagavs, och Sir Matt Busby var så upprörd att han vägrade svara i telefon och prata med folk som ringde och frågade hur han mådde.  
Under Liverpools första match hemma på Anfield, efter Shanklys begravning, höll ståplatsläktaren the Kop upp en stor banderoll där det stod Shankly Lives Forever. Utanför Anfield finns idag Shankly Gates till Bill Shanklys ära och det står även en staty av honom utanför klubbshopen. 
Liverpools klassiska helröda matchställ introducerades av Shankly när denne ville att spelarna skulle se större och farligare ut. I spelargången mellan omklädningsrummen och planen på Anfield finns en skylt med texten "This is Anfield". Denna hängdes upp av Shankly för att påminna spelarna om vilket lag de spelade för och motståndarna vilket lag de skulle möta.
Bill Shankly valdes in som medlem i English Football Hall of Fame 2002 för hans påverkan på engelsk fotboll som tränare.

## Meriter

### Som spelare
(Samtliga med Preston North End)
- 1934 Tvåa i division 2
- 1937 FA-Cupfinalist
- 1938 FA-Cupvinnare
- 1941 Wartime Cup-vinnare

### Som tränare
(Samtliga med Liverpool)
- 1962	Segrare division två
- 1964	Ligamästare
- 1965	FA-cup vinnare, semifinal i Europacupen för mästarlag.
- 1966	Ligamästare, finalförlustCupvinnarcupen.
- 1969	Andraplats i ligan.
- 1971	Finalförlust i FA-cupen, semifinal i UEFA-cupen.
- 1973	Ligamästare, UEFA-cupmästare.
- 1974	FA-cupvinnare, andraplats i ligan.

### Tränarstatistik
| Lag          | Från | Till | Matcher | Vinster | Förluster | Oavgjorda | Vinstprocent |
| ------------ | ---- | ---- | ------- | ------- | --------- | --------- | ------------ |
| Carlisle     | 1949 | 1951 | 108     | 48      | 27        | 33        | 44.44        |
| Grimsby      | 1951 | 1953 | 80      | 47      | 17        | 16        | 58.75        |
| Huddersfield | 1956 | 1959 | 134     | 49      | 50        | 35        | 36.57        |
| Liverpool    | 1959 | 1974 | 753     | 393     | 175       | 185       | 52.19        |
| Totalt       | 1949 | 1974 | 1075    | 537     | 269       | 269       | 49.95        |

## Utmärkelser
- Officer av Brittiska imperieorden,  1974[9]

[Redigera Wikidata]

## Citat
- Wikiquote har citat av eller om Bill Shankly.

Shankly var en frispråkig människa som inte tvekade att säga vad han tyckte och tänkte vilket har gett upphov till flera klassiska citat.
- I en intervju på ett TV-program på kanalen Granada Television 1981 levererade Shankly sitt förmodligen mest citerade (och inte sällan felciterat) uttalande - "Someone said 'football is more important than life and death to you' and I said 'Listen, it's more important than that'."
- Om Offsideregeln hade Shankly följande att säga: "If a player is not interfering with play or seeking to gain an advantage, then he should be."
- På frågan om vad han tyckte om rivalen Everton från andra sidan Stanley Park svarade han "There are only two teams in Liverpool; Liverpool and Liverpool Reserves."  Och "If Everton were playing at the bottom of the garden, I'd pull the curtains."
- När Liverpoolspelaren Tommy Smith konsulterade Shankly för att berätta att han inte kunde spela nästa veckas match på grund av sitt skadade knä svarade Shankly "Take that poof bandage off, and what do you mean Your knee,  it's Liverpool's knee!"
- I många år sades det att Shankly hade tagit med sin fru för att se en match med Rochdale som en bröllopsdagspresent. När någon frågade Shankly om det stämde nekade han å det grövsta: "Of course I didn't take my wife to see Rochdale as an anniversary present, it was her birthday. Would I have got married in the football season? Anyway, it was Rochdale reserves."
- Shankly var känd för sin vinnarskalle, inte minst på träningarna när han deltog i "five-a-sides" (det vill säga internmatcher med bara fem spelare per lag). En dag agerade Bob Paisley domare i en sådan match och han dömde bort ett mål för offside. Shankly argumenterade hårt och länge för att det inte var offside så till slut frågade Paisley spelaren Chris Lawler: "Chris- you were the last man, was Bill offside?" varpå Lawler svarade "Yes Bob, he was". Shankly blev galen av ilska "All these years he keeps his mouth shut, and when he does speak, it's to tell a lie"[10]